# Biografielijst Pe

## Pea
- Gary Peacock (1935-2020), Amerikaans jazzcontrabassist
- Raphaelle Peale (1774-1825), Amerikaans schilder
- Giuseppe Peano (1858-1932), Italiaans filosoof
- Henry Pearce (1905-1976), Australisch roeier
- Guy Pearce (1967), Australisch acteur
- Mick Pearce (1938), Zimbabwaans architect
- Stuart Pearce (1962), Engels voetballer en voetbalcoach
- Adam Pearl (ca. 1979), Amerikaans klavecimbelspeler en dirigent
- Barry Pearl (1950), Amerikaans acteur en televisieproducent
- Daniel Pearl (1963-2002), Amerikaans journalist
- Judea Pearl (1936), Israëlisch informaticus
- Peter Pears (1910-1986), Engels tenor
- Anthony Pearson (1968), Amerikaanse houseproducer
- David Pearson (1934-2018), Amerikaans autocoureur
- Ewan Pearson (1972), Britse houseproducer
- Gerald Pearson (1905-1987), Amerikaans natuurkundige
- Karl Pearson (1857-1936), Brits wiskundige
- Neil Pearson (1959), Brits acteur
- Noel Pearson (1965), Australisch jurist, historicus en mensenrechtenverdediger
- Sally Pearson (1986), Australisch atlete
- Neil Peart (1952-2020), Canadees drummer en schrijver
- Al Pease (1921-2014), Canadees autocoureur
- Adam Peaty (1994), Brits zwemmer

## Peb
- Jacob Pebley (1993), Amerikaans zwemmer

## Pec
- David Pecceu (1988), Belgisch atleet
- Alexander Pechersky (1909-1990), Russisch-Joods Holocaustoverlevende
- Hans von Pechmann (1850-1902), Duits scheikundige
- Robert Pecl (1965), Oostenrijks voetballer
- Alexander Pechtold (1965), Nederlands veilingmeester en politicus
- Gregory Peck (1916-2003), Amerikaans acteur
- Josh Peck (1986), Amerikaans acteur, cabaretier en zanger
- Sam Peckinpah (1925-1984), Amerikaans filmregisseur
- Sophie Pécriaux (1967), Waals-Belgisch politica

## Ped
- Massimiliano Pedalà (1969), Italiaans autocoureur
- Florian Pedarnig (1938-2022),  Oostenrijks componist, muziekpedagoog, dirigent, klarinettist, hoornist en contrabassist
- Albin Pede (1815-1887), Belgisch politicus
- Jean Pede (1927-2013), Belgisch politicus
- Benjamin Pedersen (1999), Deens-Amerikaans autocoureur
- Carl-Henning Pedersen (1913-2007), Deens kunstschilder
- Charles Pedersen (1904-1989), Amerikaans scheikundige en Nobelprijswinnaar
- Finn Pedersen (1925-2012), Deens roeier
- Mikkel O. Pedersen (1997), Deens autocoureur
- Nicklas Pedersen (1987), Deens voetballer
- Peder Oluf Pedersen (1874-1941), Deens ingenieur en natuurkundige
- Rikke Møller Pedersen (1989), Deens zwemster
- Terese Pedersen (1980), Noors handbalkeepster
- Nasim Pedrad (1981), Iraans/Amerikaans (stem)actrice
- Pedro de Christo (ca. 1545-1618), Portugees componist
- João Pedro (1992), Braziliaans voetballer
- Luís Pedro (1990), Angolees-Nederlands voetballer
- Rui Pedro (1998), Portugees voetballer
- Iván Pedroso (1972), Cubaans atleet

## Pee

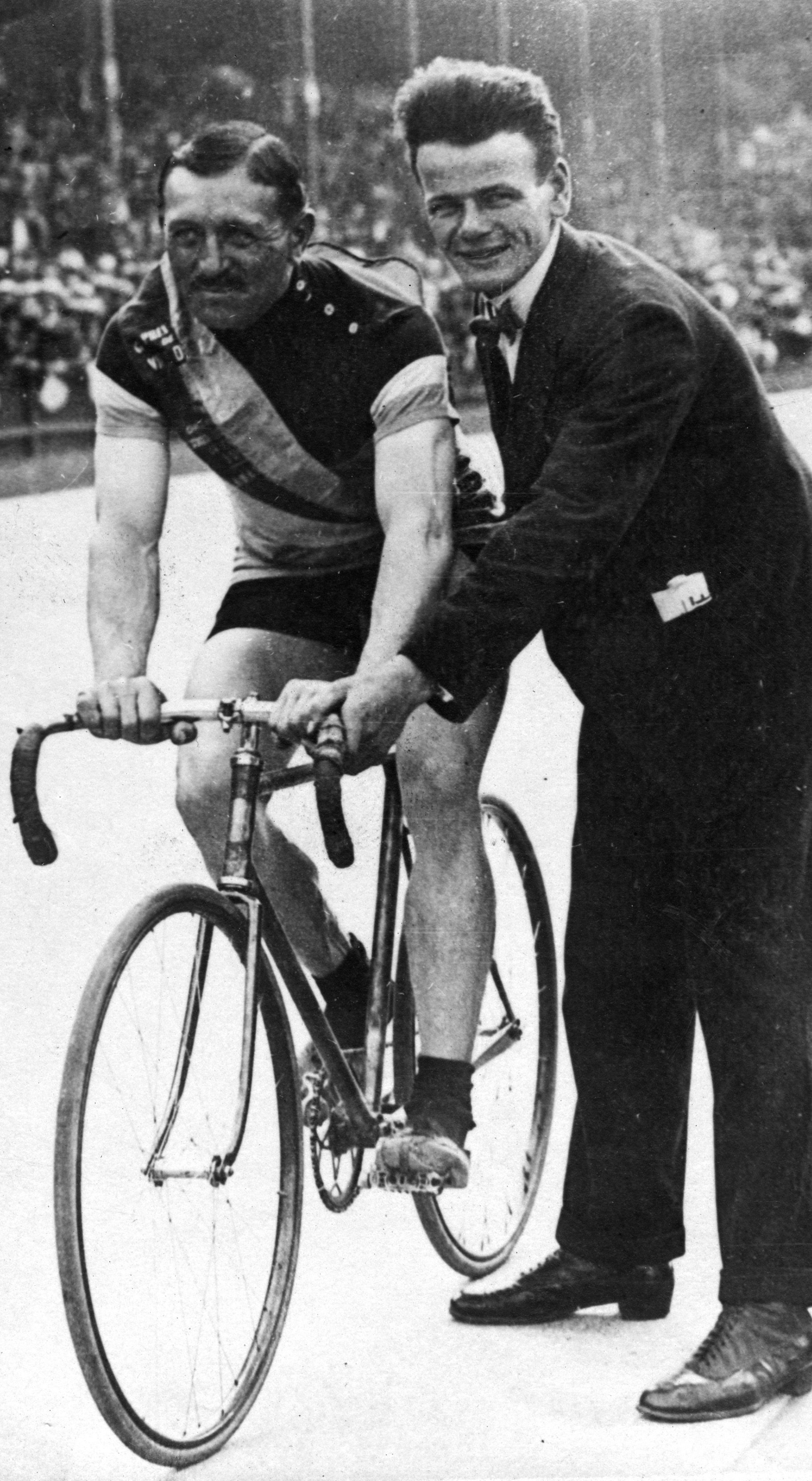
Maurice Peeters

- Annely Peebo (1971), Ests zangeres
- Johnny Peebucks (1967), Amerikaans muzikant
- Han Peekel (1947-2022), Nederlands televisieproducent, radio- en televisiepresentator, producent, schrijver en spreker
- John Peel (1939-2004), Brits radio-diskjockey
- Laura Peel (1989), Australisch freestyleskiester
- Robert Peel (1788-1850), Brits premier
- Leo Peelen (1968-2017), Nederlands wielrenner
- Peter Peene (1966), Belgisch bestuurder
- Berry van Peer (1996), Nederlands darter
- Shahar Peer (1987), Israëlisch tennisspeelster
- Jeanne Peeraer (1927-2017), Belgisch politica
- Bate Gerrit Peereboom (1900-1944), Nederlands militair en politicus
- J.J. Peereboom (1924-2010), Nederlands auteur en criticus
- Heleen Peerenboom (1980), Nederlands waterpolospeelster
- Lodewijk Peerenboom (1872-1937), Vlaams activist
- Marvin Peersman (1991), Belgisch voetballer
- Tristan Peersman (1979), Belgisch voetballer
- Alfred Peet (1920-2007), Nederlands-Amerikaans ondernemer
- Luc Peetermans (1964), Belgisch politicus
- Albert Peeters (1898-1978), Belgisch politicus
- Alfons Peeters (1943-2015), Belgisch voetballer
- André (Dre) Peeters (1948-2007), Belgisch beeldhouwer
- André Peeters (1954), Belgisch politicus
- Annemie Peeters (1960), Belgisch journaliste en radio- en televisiepresentatrice
- Antoin Peeters (1959), Nederlands journalist en nieuwslezer
- Bart Peeters (1959), Belgisch presentator, zanger, muzikant en acteur
- Benoît Peeters (1956), Frans schrijver, stripscenarist en literatuurcriticus
- Bernardus Peeters (1968), Nederlands priester en generaal-abt
- Bert Peeters (1915-2011), Belgisch ex-priester
- Bob Peeters (1974), Belgisch voetballer en voetbaltrainer
- Bonaventura Peeters (1614-1652), Zuid-Nederlands kunstschilder
- Boris Peeters (1974), Nederlands striptekenaar
- Carel Peeters (1944), Nederlands literair criticus
- Caren Peeters (1956-2022), Nederlands schrijfster
- Catharina Peeters (1615-1656), Zuid-Nederlands kunstschilder
- Cathelijn Peeters (1996), Nederlands atlete
- Christophe Peeters (1974), Belgisch politicus
- Clara Peeters (ca.1580/89-?), Zuid-Nederlands kunstschilder
- Dirk Peeters (1958), Belgisch politicus
- Dre Peeters (1948-2007), Belgisch beeldhouwer
- Elvis Peeters (1957), Belgisch schrijver en zanger, pseudoniem van Jos Verlooy
- Edward Peeters (1873-1937), Belgisch schrijver, bekend onder het pseudoniem Paul Kiroul
- Edward Peeters (1923-2002), Belgisch wielrenner
- Ferdinand Peeters (1918-1998), Belgisch gynaecoloog, wetenschapper en uitvinder
- Filip Peeters (1962), Belgisch acteur
- Flor Peeters (1855-1932), Belgisch activist binnen de Vlaamse beweging
- Flor Peeters (1903-1986), Belgisch organist, componist en muziekpedagoog
- Francine Peeters (1957), Belgisch atlete
- Frans Peeters (1896-1942), Belgisch architect
- Frans Peeters (1953), Belgisch politicus
- Frans Peeters (1956), Belgisch schutter
- Geena Lisa Peeters (1972), Belgisch presentatrice, omroepster, zangeres en actrice
- Glenn Peeters (1988), Nederlands beeldend kunstenaar en musicus
- Hagar Peeters (1972), Nederlands dichteres
- Henk Peeters (1925-2013), Nederlands kunstenaar
- Hubert Peeters (1919-2015), Belgisch arts, wetenschapper en kunstverzamelaar
- Ildefons Peeters (1886-1929), Belgisch geestelijke
- Jaak Peeters (1946), Belgisch politicus en Vlaams activist
- Jacky Peeters (1969), Belgisch voetballer
- Jan Peeters (1912-1992), Nederlands kunstenaar
- Jan Peeters (1934-2016), Belgisch jurist en sportbestuurder
- Jan Peeters (1963), Belgisch politicus
- Jan Baptist Peeters (1801-1853), Belgisch politicus
- Jan Jozef Peeters (1804-1885), Belgisch beeldhouwer
- Jean-Baptiste Peeters (1926-2021), Belgisch atleet
- Jeff Peeters (1978), Belgisch wielrenner
- Jelena Peeters (1985), Belgisch inline-skatester en langebaanschaatsster
- Jill Peeters (1975), Belgisch meteorologe en weervrouw
- Jos Peeters (1909-1986), Belgisch politicus
- Jos Peeters (1952), Nederlands voetballer
- Jozef Peeters (1916-2004), Belgisch arts en politicus
- Jozef Peeters (1947-2010), Belgisch crimineel
- Julien Peeters (ca. 1927-2002), Belgisch journalist en bestuurder
- Justijn Peeters (1832-1925), Belgisch industrieel en politicus
- Justin Peeters (1908-1978), Belgisch politicus
- Karel Peeters (1903-1975), Belgisch journalist, redacteur, volkskundige en ambtenaar
- Kevin Peeters (1987), Belgisch wielrenner
- Koen Peeters (1959), Belgisch schrijver
- Kris Peeters (1962), Belgisch politicus
- Kris Peeters (1964), Belgisch mobiliteitsdeskundige en politicus
- Leo Peeters (1950), Belgisch politicus
- Lode Peeters (1909-1971), Belgisch syndicalist en politicus
- Louis Peeters (1905-1997), Nederlands politicus
- Ludo Peeters (1953), Belgisch wielrenner
- Lydia Peeters (1969), Belgisch politica
- Marc Peeters (1953), Belgisch acteur
- Marcel Peeters (1926-2020), Belgisch componist, dirigent en klarinettist
- Mark Peeters (?), Belgisch activist
- Marleen Peeters (1963), Belgisch politica
- Marlou Peeters (1991), Belgisch voetbalster
- Marnix Peeters (1965), Belgisch journalist en auteur
- Maurice Peeters (1882-1957), Nederlands wielrenner
- Mink Peeters (1998), Nederlands voetballer
- Paul Peeters (1935-2015), Belgisch politicus
- Pierre Peeters (1811-1888), Belgisch politicus
- Pierre-Egide Peeters (1796-1844), Belgisch notaris en politicus
- Raoul Peeters (1947), Belgisch voetbalcoach
- Renaat Peeters (1925-1999), Belgisch politicus
- René Peeters (1897-1978), Belgisch acteur
- René Peeters (1961), Belgisch voetballer
- Rob Peeters (1985), Belgisch veldrijder
- Rocky Peeters (1979), Belgisch voetballer en voetbalcoach
- Sieneke Peeters (1992), Nederlands zangeres, bekend onder de naam Sieneke
- Simonne Peeters (1941), Belgisch actrice
- Sjef Peeters (1938), Nederlands politicus
- Stef Peeters (1992), Belgisch voetballer
- Stefaan Peeters (1949), Belgisch wetenschapper
- Stijn Peeters (1957), Nederlands kunstenaar
- Sylvain Peeters (1947), Belgisch bestuurder
- Tachina Peeters (1997), Belgisch turnster
- Tom Peeters (1978), Belgisch voetballer
- Walter Peeters (1925-2002), Belgisch bestuurder en politicus
- Walter Peeters (1935), Belgisch arts en politicus
- Walter Peeters (1950), Belgisch ingenieur, econoom, wetenschapper en professor
- Wilfried Peeters (1964), Belgisch wielrenner
- Willem Peeters (1953), Belgisch wielrenner
- Willem Peeters (1977), Nederlands voetballer
- Willie Peeters (1965), Nederlands worstelaar en vechtsporter
- Yannick Peeters (1996), Belgisch veldrijder
- Yens Peeters (1991), Belgisch voetballer
- Hendrik Peeters-Divoort (1815-1869), Belgisch beeldhouwer
- Annelies Peetroons (1987), Belgisch atlete

## Pef
- Wilfried Peffgen (1942-2021), Duits wielrenner
- David Pefko (1983), Nederlands schrijver

## Peg
- David Pegg (1947), Brits folkmusicus
- Charles Péguy (1873-1914), Frans schrijver, dichter en essayist

## Pei
- Rudolf Peierls (1907-1995), Duits-Brits natuurkundige
- Karla Peijs (1944), Nederlands politica
- Mary Beth Peil (1940), Amerikaans actrice en (opera)zangeres
- Charles Sanders Peirce (1839-1914), Amerikaans wetenschapper
- Frédéric Peiremans (1973), Belgisch voetballer
- Maurice Peiren (1937-2011), Belgisch atleet
- Willy Peirens (1936), Belgisch syndicalist
- Aaron Peirsol (1983), Amerikaans zwemmer
- Hayley Peirsol (1985), Amerikaans zwemster
- Gwendal Peizerat (1972), Frans kunstschaatser

## Pek
- Harvey Pekar (1939-2010), Amerikaans stripauteur
- Arndt Pekurinen (1905-1941), Fins pacifist

## Pel

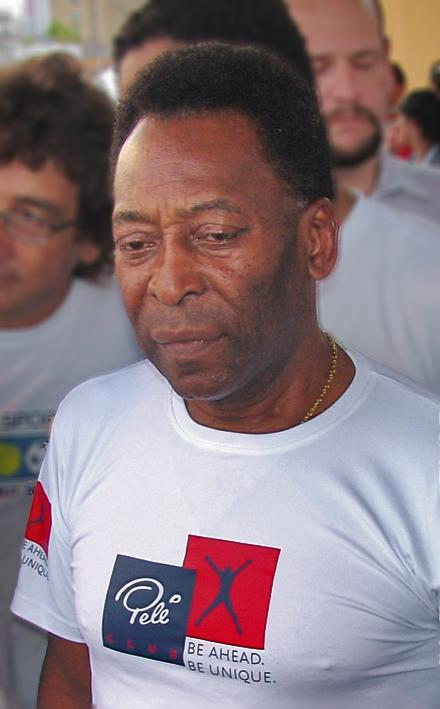
Pelé

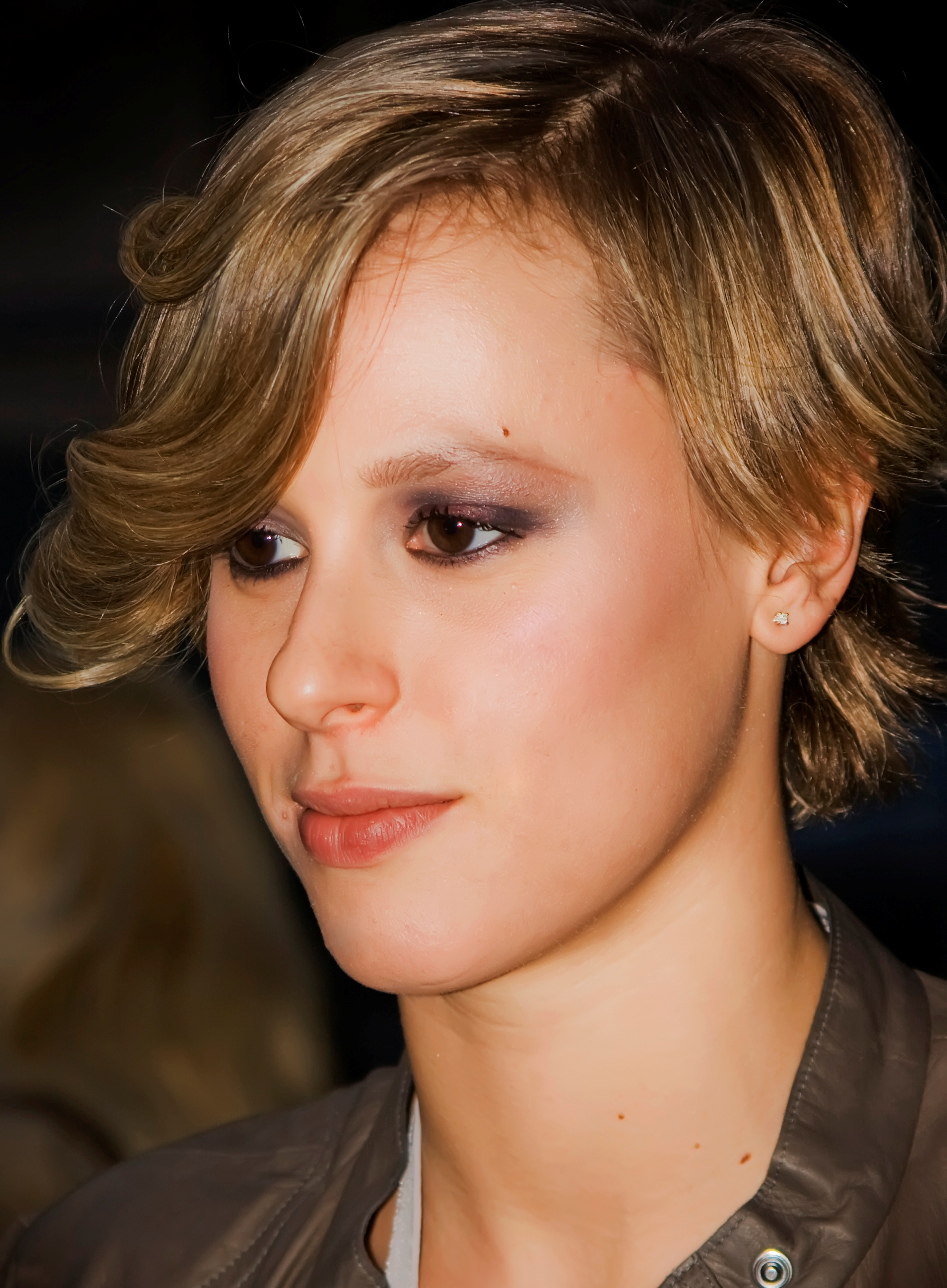
Federica Pellegrini

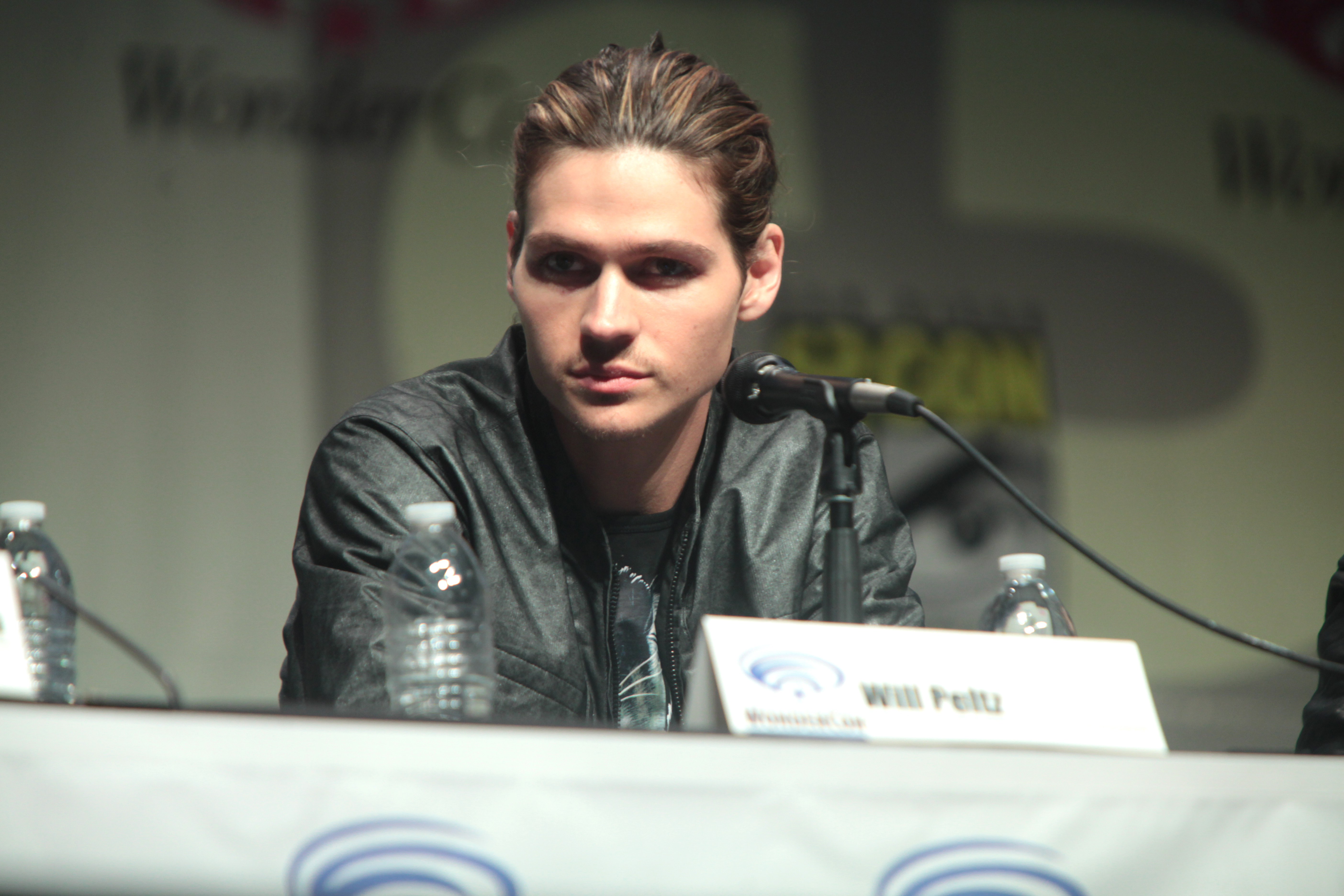
Will Peltz

- Bonno Pel (1974), Nederlands schaker
- Emmanuel Pelaez (1915-2003), Filipijns politicus en vicepresident van de Filipijnen
- Pedro Pelaez (1812-1863), Spaans-Filipijns rooms-katholiek geestelijke
- Pelé (1940-2022), Braziliaans voetballer (Edson do Nascimento)
- Abédi Pelé (1964), Ghanees voetballer
- Axl Peleman (1971), Vlaams rockgitarist
- Els Pelgrom (1934), Nederlands kinderboekenschrijfster
- D.H. Peligro (1959-2022), drummer
- Jaroslav Pelikan (1923-2006), Amerikaans theoloog en historicus
- Charles Pélissier (1903-1959), Frans wielrenner
- George Pell (1941-2023), Australisch rooms-katholiek geestelijke
- Graziano Pellè (1985), Italiaans voetballer
- Jan Pelleboer (1924-1992), Nederlands weerman
- Federica Pellegrini (1988), Italiaans zwemster
- Matteo Pellegrino (1984), Italiaans autocoureur
- Kees Pellenaars (1913-1988), Nederlands wielrenner en ploegleider
- Théo Pellenard (1994), Frans voetballer
- David Pelletier (1974), Canadees kunstschaatser
- Cesar Pelli (1926-2019), Argentijns en Amerikaans architect
- Aku Pellinen (1993), Fins autocoureur
- Jouni Pellinen (1983), Fins freestyleskiër
- Sergio Pellissier (1979), Italiaans voetballer
- Franco Pellizotti (1978), Italiaans wielrenner
- Nancy Pelosi (1940), Amerikaans politica
- Tom Pelphrey (1982), Amerikaans acteur
- Auguste van Pels (1900-1945), Nederlands Holocaustslachtoffer
- Hermann van Pels (1898-1944), Nederlands Holocaustslachtoffer
- Peter van Pels (1926-1945), Nederlands Holocaustslachtoffer
- Gerrit Pels Rijcken (1810–1889), Nederlands militair en minister
- Elizabeth Pelton (1993), Amerikaans zwemster
- Nicola Peltz (1995), Amerikaans actrice
- Will Peltz (1986), Amerikaans acteur

## Pem

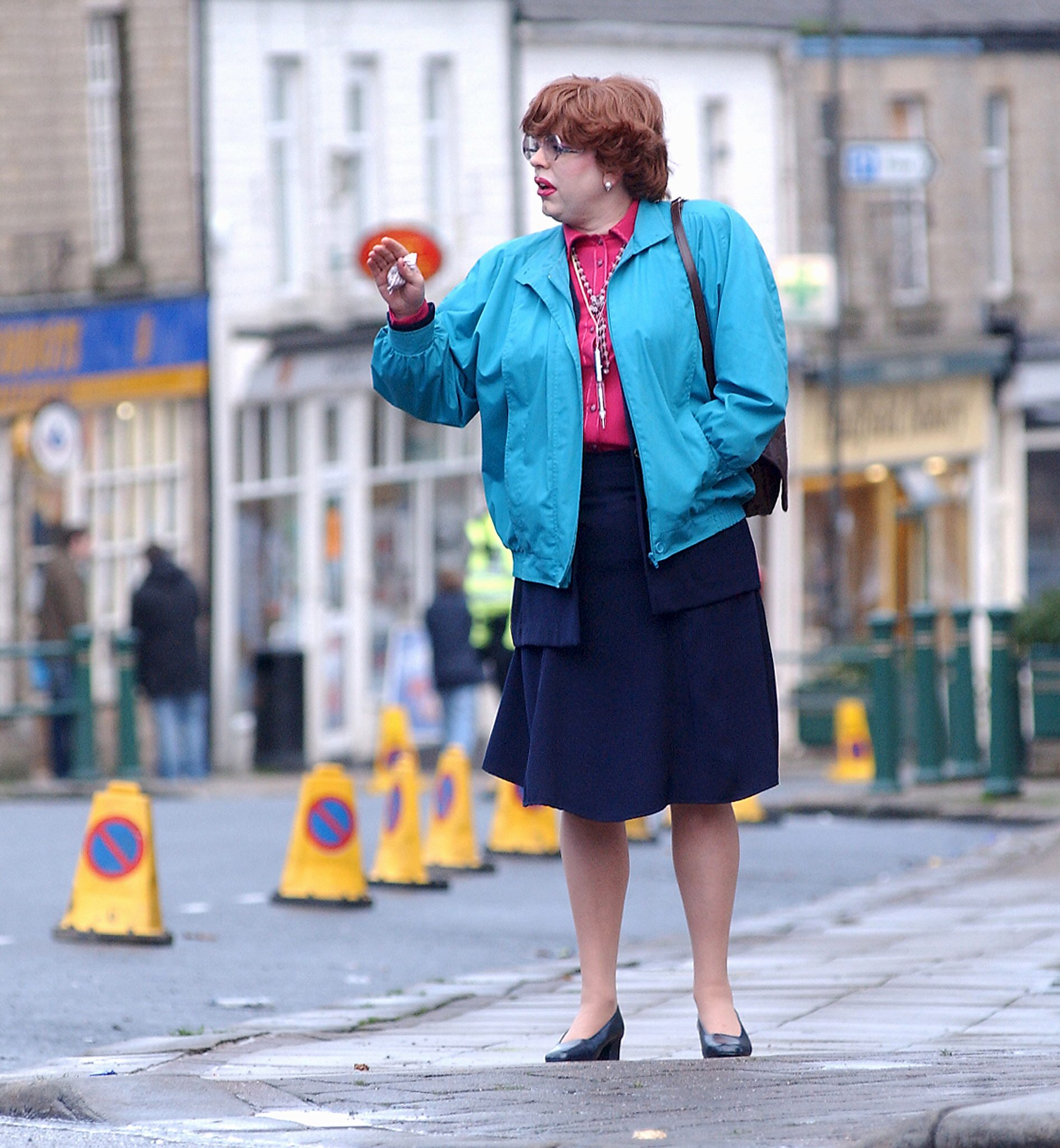
Steve Pemberton

- Patrick Pemberton (1982), Costa Ricaans voetballer
- Steve Pemberton (1967), Brits acteur, filmproducent, filmregisseur, scenarioschrijver en komiek

## Pen

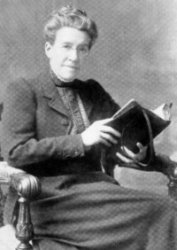
Jessie Penn-Lewis

- Frans Pen (1775-1841), Nederlands burgemeester
- Jan Pen (1814-1858), Nederlands burgemeester
- Jan Pen (1921-2010), Nederlands econoom
- Jehoeda "Joeri" Pen (1854-1937), Litouws kunstschilder
- Antoni Peña (1970), Spaans atleet
- Antonio Peñalver (1968), Spaans atleet
- Krzysztof Penderecki (1933-2020), Pools componist, dirigent en muziekpedagoog
- Teddy Pendergrass (1950-2010), Amerikaans zanger en componist
- Jef Penders (1928-2015), Nederlands componist en dirigent
- Rob Penders (1975), Nederlands voetballer
- Frauke Penen (1985), Belgisch atlete
- Mihaela Peneș (1947-2024), Roemeens atlete
- Peng Cheng (1997), Chinees kunstschaatsster
- Johan Adolf Pengel (1916-1970), Surinaams politicus
- Arthur Penn (1922-2010), Amerikaans film- en toneelregisseur
- Chris Penn (1962-2006), Amerikaans acteur
- Irving Penn (1917-2009), Amerikaans fotograaf
- Michael Penn (1958), Amerikaans zanger en tekstschrijver
- Sean Penn (1960), Amerikaans acteur
- Jacques Pennewaert (1940), Belgisch atleet
- Richard Wayne Penniman (artiestennaam "Little Richard") (1932-2020), Amerikaans zanger en pianist
- Frans Michel Penning (1894-1953), Nederlands experimenteel natuurkundige
- Willem Levinus Penning (1840-1924), Nederlands dichter
- Wilbert Pennings (1975), Nederlands atleet
- Wout Pennings (1950-2014), Nederlands gitarist
- Bartjan Pennink (1958), Nederlands socioloog
- Jan Willem Pennink (1929), Nederlands roeier
- Sydney Penny (1971), Amerikaans actrice
- Jessie Penn-Lewis (1861-1927), Welsh evangeliste en schrijfster
- Jaap Penraat (1918-2006), Amerikaans-Nederlands verzetsstrijder, binnenhuisarchitect en industrieel designer
- Jan Penris (1964), Belgisch politicus
- Jonathan Penrose (1933- 2021),  Britse schaker
- Roger Penrose (1931), Brits wis- en natuurkundige
- Roger Penske (1937), Amerikaans autocoureur en raceteameigenaar
- Eino Penttilä (1906-1982), Fins atleet
- Sten Pentus (1981), Estisch autocoureur
- Keit Pentus-Rosimannus (1976), Estisch politica
- Marc Penxten (1960), Belgisch ondernemer en politicus
- Regi Penxten (1976), Belgisch dj en producer
- Arno Allan Penzias (1933-2024), Amerikaans natuurkundige en Nobelprijswinnaar

## Pep

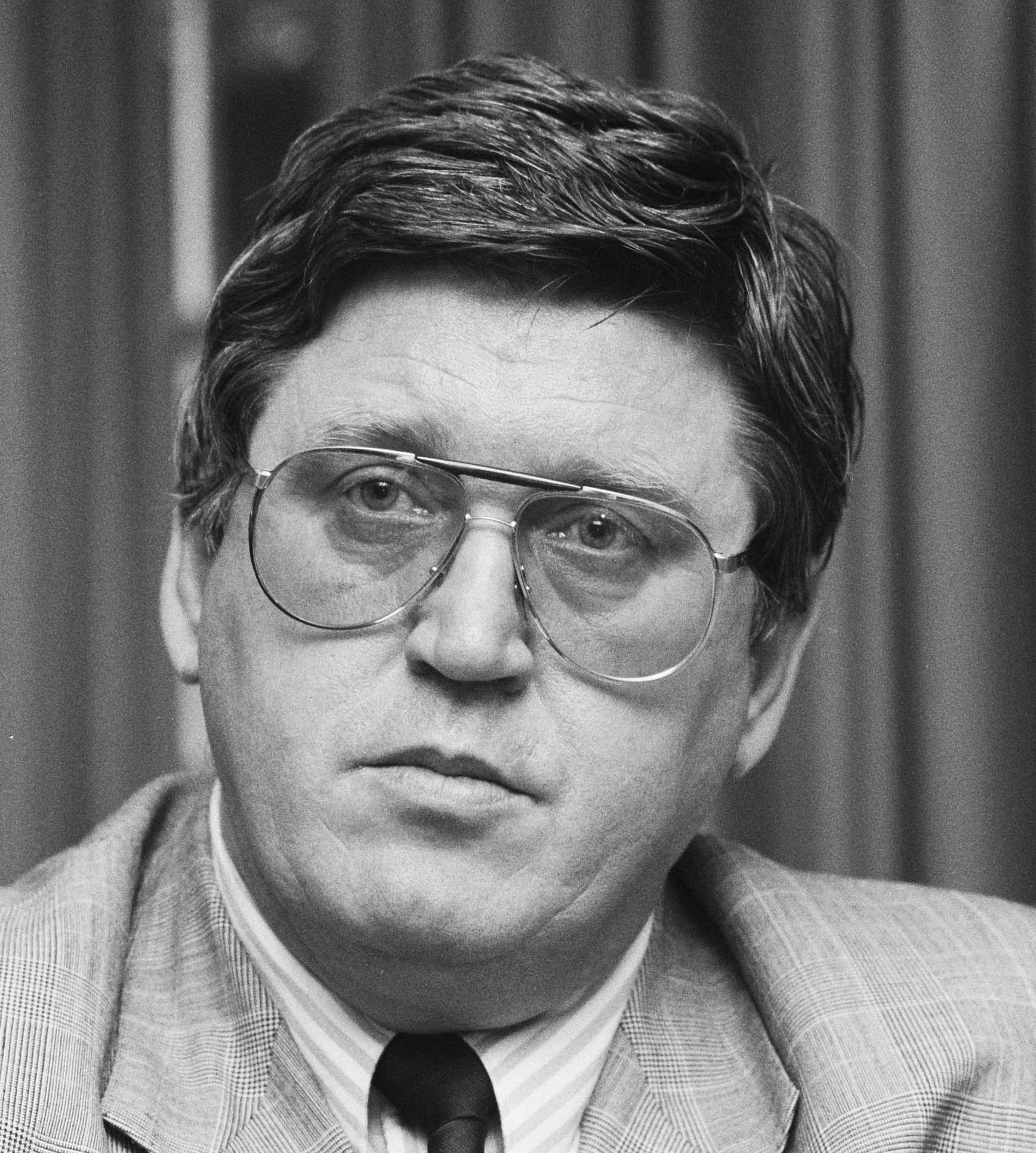
Bram Peper

- Pepe-Hillo (1754-1801), Spaans torero
- Bram Peper (1940-2022), Nederlands socioloog en politicus
- Pepetela (1941), Braziliaans schrijver, politicus, hoogleraar en guerrillastrijder
- Claude Pepper (1900-1989), Amerikaans politicus
- Jordan Pepper (1996), Zuid-Afrikaans autocoureur
- Tasmin Pepper (1990), Zuid-Afrikaans autocoureur
- Ernst Pepping (1901-1981), Duits componist
- Johann Christoph Pepusch (1667-1752), Engels componist, muziekleraar en muziekwetenschapper van Duitse afkomst
- Samuel Pepys (1633-1703), Brits dagboekauteur

## Per

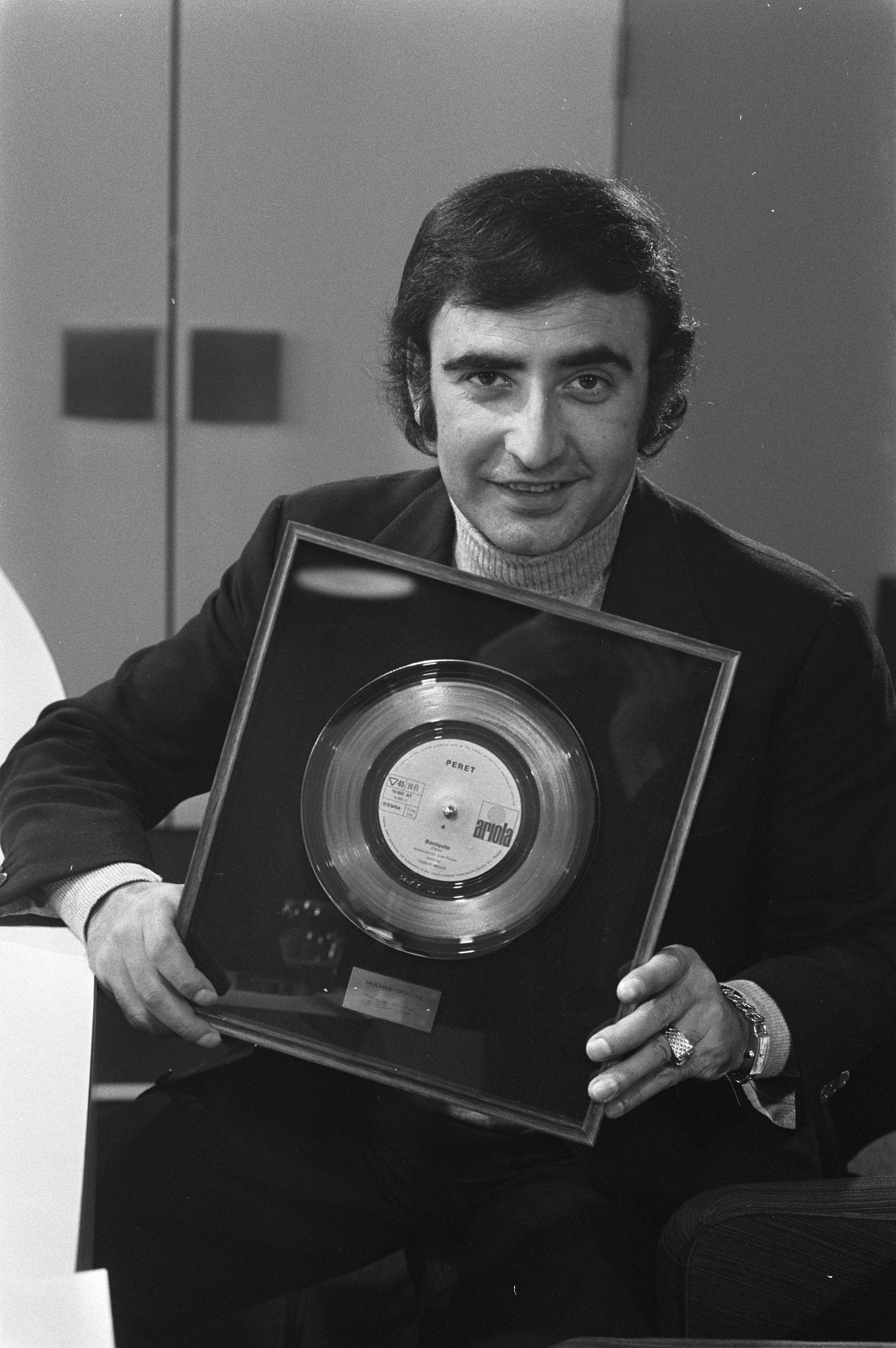
Peret

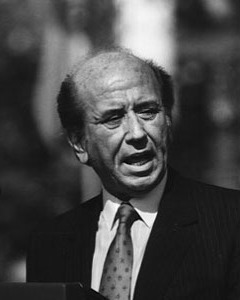
Carlos Andrés Pérez

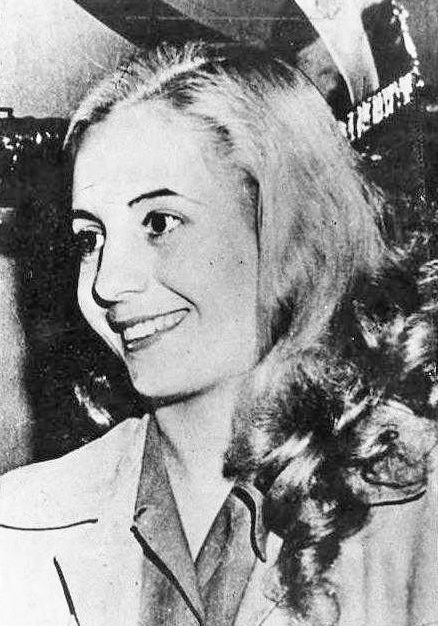
Eva Perón

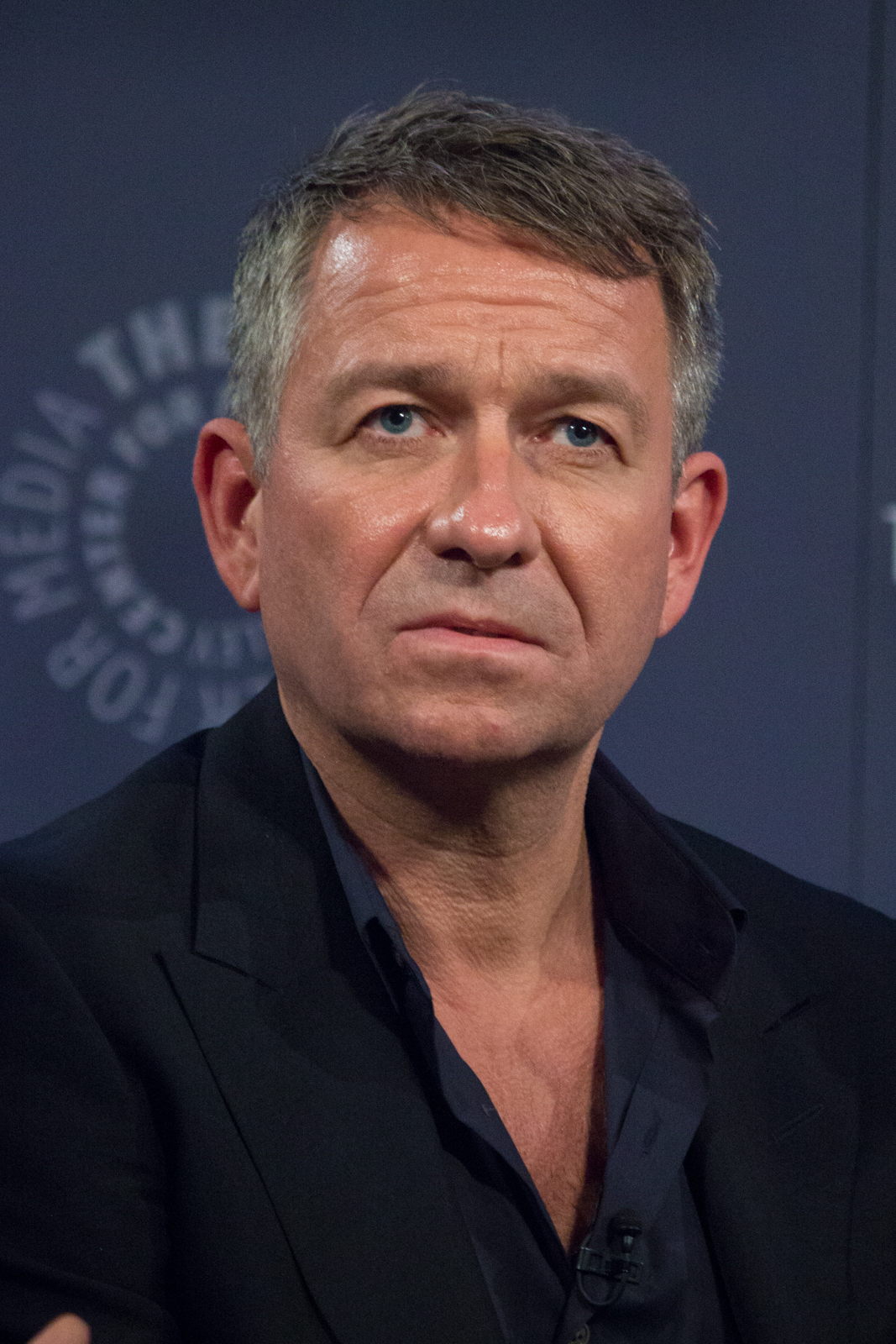
Sean Pertwee, 2014

- Riccardo Pera (1999), Italiaans autocoureur
- Arnold Peralta (1989-2015), Hondurees voetballer
- Paolo José Peralta (1964), Portugees schaatser
- Emanuel Perathoner (1986), Italiaans snowboarder
- Dojčin Perazić (1945 –  2022), Joegoslavisch voetballer
- Jérémy Perbet (1984), Frans voetballer
- Iain Percy (1976), Brits zeiler
- Freya Perdaens (1989), Belgisch politica
- Cesare Perdisa (1932-1998), Italiaans autocoureur
- Lauren Perdue (1991), Amerikaans zwemster
- Marie-José Pérec (1968), Frans atlete
- Missy Peregrym (1982), Canadees actrice en voormalig model
- Carlos Pereira (1982), Braziliaans autocoureur
- Dylan Pereira (1997), Luxemburgs autocoureur
- Julia Pereira de Sousa-Mabileau (2001), Frans snowboardster
- Elsa Pereira-d’Oliveira (1913-1998), Nederlands arts en schrijver
- Thiago Pereira (1986), Braziliaans zwemmer
- Óscar Pereiro (1977), Spaans wielrenner
- Esther Perel (1958), Belgisch psychotherapeut en schrijver
- Solomon Perel (1925-2023), Duits-Israëlisch auteur
- Ramón Perellós y Roccaful (1637-1720), grootmeester van de Orde van Malta van 1697 tot 1720
- Chaïm Perelman (1912-1984), Belgisch filosoof en rechtsgeleerde
- Martin Perels (1960-2005), Nederlands acteur
- Dree Peremans (1949-2022) Vlaams producer en auteur
- Franck Perera (1984), Frans autocoureur
- Shimon Peres (1923-2016), Israëlisch premier (1984-1986 en 1995-1996) en president (2007-2014)
- Peret (1935-2014), Spaans zanger
- Amir Peretz (1952), Israëlisch vakbondsbestuurder en politicus
- Alan Pérez (1982), Spaans wielrenner
- Belle Pérez (1976), Spaans zangeres
- Carlos Andrés Pérez (1922-2010), Venezolaans politicus
- Eugenio Perez (1896-1957), Filipijns politicus
- Filimon Perez (1883-1943), Filipijns politicus
- George Pérez (1954-2022), Amerikaans striptekenaar en schrijver
- Jefferson Pérez (1974), Ecuadoraans atleet
- Jose Perez (1946-2021), Filipijns rechter
- Julio Alberto Pérez (1977), Mexicaans wielrenner
- Juan Vicente Pérez Mora (1909-2024), Venezolaans supereeuweling
- Kenneth Pérez (1974), Deens voetballer
- Madaí Pérez (1980), Mexicaans atlete
- Manny Perez (1969), Dominicaans acteur
- Marlon Pérez (1976-2024), Colombiaans wielrenner
- Miguel Pérez (1957), Amerikaans acteur
- Otto Pérez (1950), Gualtemateeks militair en politicus
- Rubén Pérez (1981), Spaans wielrenner
- Sergio Pérez (1989), Mexicaans autocoureur
- Wilson Pérez (1967), Colombiaans voetballer
- José Manuel Pérez-Aicart (1982), Spaans autocoureur
- Luis Pérez Companc (1972), Argentijns autocoureur en rallyrijder
- Javier Pérez de Cuéllar (1920-2020), Peruviaans diplomaat; van 1981-1991 secretaris-generaal der VN
- Virginia Pérez-Ratton (1950-2000), Costa Ricaans kunstenaar en curator
- Guillermo Pérez Roldán (1969), Argentijns tennisser
- Perfect, Jamaicaans reggaezanger
- Egidio Perfetti (1975), Noors ondernemer en autocoureur
- Michael Perham (1992), Engels solo-zeezeiler (jongste ooit)
- Stipe Perica (1995), Kroatisch voetballer
- Emilio Pericoli (1928)-2013), Italiaans zanger
- Orfeas Peridis (1957), Grieks zanger en liedschrijver
- Dom Pérignon (1639-1715), Frans benedictijner monnik
- Mercedes Peris (1985), Spaans zwemster
- Đorđe Perišić (1941), Joegoslavisch waterpolospeler en zwemmer
- Ivan Perišić (1989), Kroatisch voetballer
- Vanja Perišić (1985), Kroatisch atlete
- Jacob Perizonius (1651-1715), Nederlands hoogleraar geschiedenis en klassieke talen
- Albertus Perk (1795-1880), Nederlands wethouder en notaris
- Jacques Perk (1859-1881), Nederlands dichter
- Marie Adrien Perk (1834-1916), Nederlands predikant en schrijver
- Anthony Perkins (1932-1992), Amerikaans acteur
- Kathleen Rose Perkins (1974), Amerikaans actrice
- Kieren Perkins (1973), Australisch zwemmer
- Larry Perkins (1950), Australisch autocoureur
- William Perkins (1558-1602), Brits predikant
- Rok Perko (1985), Sloveens alpineskiër
- Sandra Perković (1990), Kroatisch atlete
- Günter Perl (1969), Duits voetbalscheidsrechter
- Martin Lewis Perl (1927-2014), Amerikaans natuurkundige en Nobelprijswinnaar
- Giorgio Perlasca (1910-1992), Italiaans diplomaat
- Saul Perlmutter (1959), Amerikaans astrofysicus en Nobelprijswinnaar
- Andrej Perlov (1961), Russisch snelwandelaar
- Constant Permeke (1886-1952), Vlaams kunstschilder
- Irina Permitina (1968), Russisch atlete
- Hugues C. Pernath (1931-1975), Belgisch dichter; pseudoniem van Hugo Wouters
- Jean-Pierre Pernaut (1950-2022), Frans journalist
- Leonel Pernía (1975), Argentijns autocoureur
- A.J. Pero (1959-2015), Amerikaans drummer
- Sergej Peroenin (1988), Russisch zwemmer
- Eva Perón (1919-1952), Argentijns first lady
- Isabel Perón (1931), Argentijns presidente (1974-1976)
- Juan Perón (1895-1974), Argentijns president (1946-1955 en 1973-1974)
- Alex Peroni (1999), Australisch autocoureur
- Alfred Pérot (1863-1925), Frans natuurkundige
- Ross Perot (1930-2019), Amerikaans presidentskandidaat en industrieel
- Perotinus (ca. 1160-ca. 1230), Frans componist
- Vasili Perov (1833-1882), Russisch kunstschilder
- Ester Naomi Perquin (1980), Nederlands dichter
- Lambertus Hendricus Perquin (1865-1938), Nederlands priester, oprichter KRO
- Charles Perrault (1628-1703), Frans schrijver
- Claude Perrault (1613-1688), Frans architect
- Gilles Perrault (Jacques Peyroles) (1931-2023), Frans schrijver en journalist
- Selma van de Perre (1922), Nederlands-Brits verzetsstrijdster
- Ivan Perrillat Boiteux (1985), Frans langlaufer
- Jean Perrin (1870-1942), Frans natuurkundige
- Jacques Perrin (1941-2022), Frans acteur, regisseur en filmproducent
- François Perrodo (1977), Frans ondernemer en autocoureur
- Charles Edgar du Perron (1965), Nederlands jurist
- Xavier Perrot (1932-2008), Zwitsers autocoureur
- David Perry (1970), Frans pornoacteur
- Doane Perry (1954), Amerikaans drummer
- Fred Perry (1909-1995), Brits tennisser en tafeltennisser
- Jeff Perry (1955), Amerikaans acteur
- Joe Perry (1950), Amerikaans gitarist
- Joe Perry (1974), Engels snookerspeler
- Lee Perry (1936–2021), Jamaicaans muzikant, zanger en producer
- Linda Perry (1965), Amerikaans zangeres, tekstschrijfster en producente
- Luke Perry (1966-2019), Amerikaans acteur
- Matthew Perry (1969-2023), Amerikaans-Canadees acteur
- Nanceen Perry (1977), Amerikaans atlete
- Robin van Persie (1983), Nederlands voetballer
- Nehemiah Persoff (1919-2022), Israëlisch acteur
- Gilles Personne de Roberval (1602-1675), Frans wiskundige
- Christiaan Hendrik Persoon (1762-1836), Zuid-Afrikaans mycoloog
- Delfine Persoon (1985), Belgisch boksster
- Erik Persson (1994), Zweeds zwemmer
- Gehnäll Persson (1910-1976), Zweeds ruiter
- Jörgen Persson (1966), Zweeds tafeltennisser
- Jules Persyn (1878-1933), Belgisch schrijver
- Karen Persyn (1983), Belgisch skiester
- Peter Persyn (1962), Belgisch politicus
- Willy Persyn (1923-2019), Belgisch landbouwer, bestuurder en politicus
- Giacomo Perti (1661-1756), Italiaans componist
- Sandro Pertini (1896-1990), President van Italië (1978-1985)
- Adrian Pertl (1996), Oostenrijks alpineskiër
- Sean Pertwee (1964), Brits (stem)acteur
- Stefano Perugini (1974), Italiaans motorcoureur
- Pietro Perugino (1446-1523), Italiaans schilder
- Domingo Perurena (1943-2023), Spaans wielrenner
- Max Perutz (1914-2002), Oostenrijk-Brits bioloog en Nobelprijswinnaar
- Luka Peruzović (1952), Kroatisch voetballer en voetbalcoach

## Pes
- Henri Pescarolo (1942), Frans autocoureur
- Harry Peschar (1921-2010), Nederlands politicus
- Jean-François Pescheux (1952), Frans wielrenner
- Joe Pesci (1943), Amerikaans acteur
- Lukáš Pešek (1985), Tsjechisch motorcoureur
- Alessandro Pesenti-Rossi (1942), Italiaans autocoureur
- Carola Rosema-Pesman (1959), Nederlands handbalspeelster
- Gerrit Pesman (1938-2024), Nederlands voetbalcoach en voetballer
- Ineke Yperlaan-Pesman (1964), Nederlands waterpolospeelster
- Jacob Pesman (1888-1950), Nederlands landmachtofficier en militair
- Jakob Pesman (1898-1953), Nederlands burgemeester van Leens en NSB-politicus
- Jan Pesman (1931-2014), Nederlands langebaanschaatser en olympisch deelnemer
- Jan Pesman (1951), Nederlands architect, bestuurder, ingenieur en onderwijzer
- Johannes Pesman (1903-1978), Nederlands burgemeester en gemeentelijk politicus
- Michiel Pesman (1887-1962), Nederlands-Amerikaans ingenieur, publicist en tuin- en landschapsarchitect
- Roslyn Pesman-Cooper (1938), Australisch hoogleraar, publiciste en wetenschapster
- Aleksej Peskov (1982), Oekraïens schaker
- Nelson Pessoa (1935), Braziliaans springruiter
- Rodrigo Pessoa (1972), Braziliaans springruiter
- Gianluca Pessotto (1970), Italiaans voetballer
- Artur Carlos Maurício Pestana dos Santos, pennaam Pepetela (1941), Braziliaans schrijver, politicus, hoogleraar en guerrillastrijder
- Mario Pestano (1978), Spaans atleet
- Michiel Pestman (1963), Nederlands advocaat
- Pieter Pestman (1933-2010), Belgisch-Nederlands hoogleraar en rechtsgeleerde

## Pet

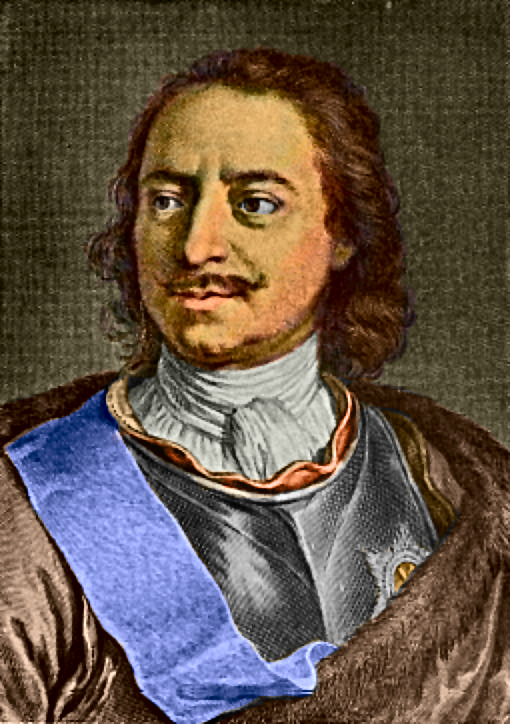
Peter de Grote

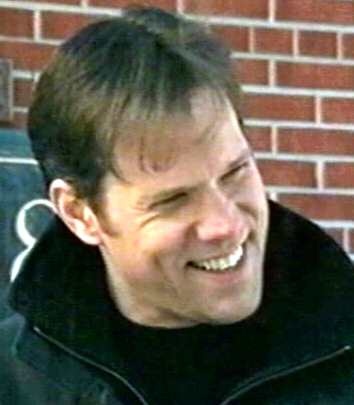
Rick Peters

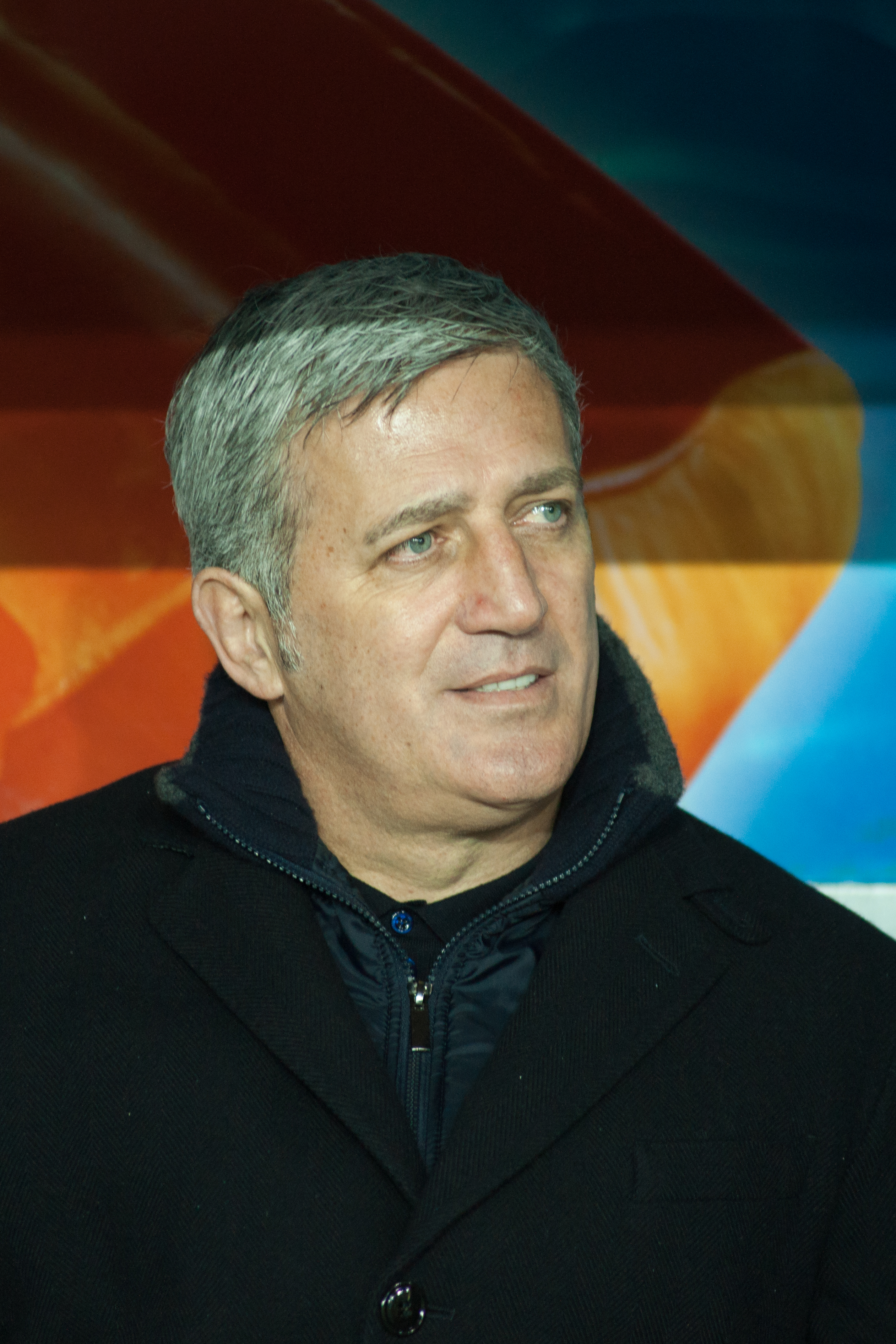
Vladimir Petković

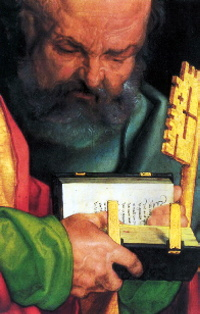
Apostel en eerste Paus Petrus

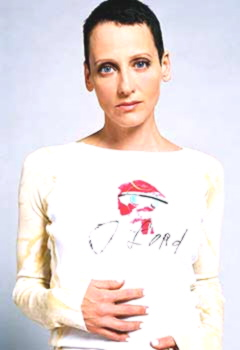
Lori Petty

- Alessandro Petacchi (1974), Italiaans wielrenner
- Philippe Pétain (1856-1951), Frans militair, staatshoofd van Vichy-Frankrijk
- Koko Petalo (1942-1996), Nederlands zigeunervoorman
- Gianluca Petecof (2002), Braziliaans autocoureur
- Peter I van Aragón  (ca. 1068-1104), koning van Aragón
- Peter II van Aragón (1174-1213), koning van Aragón
- Peter III van Aragón (1239-1285), koning van Aragón
- Peter IV van Aragón (1319-1387), koning van Aragón
- Peter II van Bourbon (1438-1503), hertog van Bourbon
- Peter I van Brazilië (1798-1834), keizer van Brazilië
- Peter II van Brazilië (1825-1891), keizer van Brazilië
- Peter I van Rusland (1672-1725), bijgenaamd Peter de Grote, tsaar van Rusland (1682-1725)
- Peter II van Rusland (1715-1730), tsaar van Rusland (1727-1730)
- Peter III van Rusland (1728-1762), tsaar van Rusland (1762)
- Berend Peter (1945-2022), Nederlands beeldend kunstenaar
- Birgit Peter (1964), Duits roeister
- Jörg Peter (1955), Duits atleet
- Stéphane Peterhansel (1965), Frans rallyrijder
- Louise Peterhoff (1977), Zweeds actrice
- Alex Peters (1994), Brits wielrenner
- Anton Peters (1923-1989), Vlaams acteur, regisseur en theaterproducent
- Ben Peters (1933-2005), Amerikaans componist van countrymuziek
- Brock Peters (1927-2005), Amerikaans acteur
- Clarke Peters (1952), Amerikaans acteur en toneelschrijver
- Cornelis Peters (1847-1932), Nederlands architect en architectuurhistoricus
- Gerard Peters (1920-2005), Nederlands wielrenner
- Jacob Peters (1912-1976), Nederlands jurist
- Jiggs Peters (1920-1993), Amerikaans autocoureur
- Jim Peters (1918-1999), Brits atleet
- Josef Peters (1914-2001), Duits autocoureur
- Karin Peters (1938-2011), Nederlands schrijfster
- Mariko Peters (1969), Nederlands advocate, ambtenares, diplomate en politica
- Martin Peters (1943-2019), Engels voetballer
- Mary Peters (atlete) (1939), Brits atlete
- Michiel Peters (1951), medeoprichter, zanger, gitarist, componist en tekstschrijver van de Nits
- Mike Peters (1959-2025), Brits muzikant
- Peter Peters (1957), Nederlands celbioloog en immunoloog
- Piet Peters (1921-1993), Nederlands wielrenner
- Poll Peters (1949), Belgisch voetballer en voetbalcoach
- René Peters (1981), Luxemburgs voetballer
- Rick Peters (1967), Amerikaans acteur
- Sabine Peters (1982), Nederlands paralympisch sportster
- Werner Peters (1918-1971), Duits filmacteur
- Wim Peters (1903-1995), Nederlands atleet
- Aage Petersen (1927), Deens natuurkundige
- Ann Petersen (1927-2003), Vlaams actrice
- Erik Petersen (1939), Deens roeier
- Lily Petersen (1913-2004), Nederlands presentatrice
- Sara Petersen (1987), Deens atlete
- William Petersen (1953), Amerikaans acteur
- Wolfgang Petersen (1941-2022), Duits filmregisseur
- Jeret Peterson (1981-2011), Amerikaans freestyleskiër
- Lenka Peterson (1925), Amerikaans actrice
- Oscar Peterson (1925–2007), Canadees jazzmusicus
- Teodor Peterson (1988), Zweeds langlaufer
- Jennifer Petit (1978), Belgisch atlete
- Lucie Petit (1901-??), Frans-Belgisch atlete
- Chantal Petitclerc (1969), Canadees rolstoelracer en senator
- Louis-Marie Aubert du Petit-Thouars (1758-1831), Frans botanicus
- Charles-Alfred Petitpierre-Steiger (1831-1903), Zwitsers politicus
- Bruno Petković (1994), Kroatisch voetballer
- Jason Petković (1972), Australisch-Kroatisch voetballer
- Michael Petković (1976), Australisch-Kroatisch voetballer
- Vladimir Petković (1963), Bosnisch-Kroatisch voetballer en voetbalcoach
- Tetjana Petljoek (1982), Oekraïens atlete
- Aleksej Petoechov (1983), Russisch langlaufer
- Jelena Petoesjkova (1940-2007), Sovjet-Russisch amazone
- David Petraeus (1952), Amerikaans militair
- Ann Petrén (1954), Zweeds actrice
- Viktor Petrenko (1969), Oekraïens kunstschaatser
- Mladen Petrić (1981), Bosnisch-Kroatisch voetballer
- Alistair Petrie (1970), Brits acteur
- Pedro Petrone (1905-1964), Uruguayaans voetballer
- Tigran Petrosjan (1929-1984), Russisch schaker
- Alexander Petrov (1794-1867), Russisch schaker
- Artem Petrov (2000), Russisch autocoureur
- Denis Petrov (1968), Russisch kunstschaatser
- Jevgeni Petrov (1903-1942), Russisch schrijver
- Jevgeni Petrov (1978), Russisch wielrenner
- Joeri Petrov (1974-2023), Oekraïens voetballer
- Stanislav Petrov (1939), Russisch militair
- Vitali Petrov (1984), Russisch autocoureur
- Ljoedmila Petrova (1968), Russisch atlete
- Tatjana Petrova (1983), Russisch atlete
- Dražen Petrović (1964-1993), Kroatisch basketbalspeler
- Davide Petrucci (1991), Italiaans voetballer
- Ricky Petrucciani (2000), Zwitsers atleet
- Petrus (1e eeuw), apostel, eerste paus
- Lubomír Petruš (1990), Tsjechisch veldrijder
- Irène Pétry (1922-2007), Belgisch politica en rechter
- Yves Petry (1967), Belgisch schrijver en essayist
- Joelia Petsjonkina (1978), Russisch atlete
- Carl Petterson (1876-1937), Zweeds schipbreukeling
- Rafael Pettersson (1976), in Polen geboren Zweeds acteur
- Antonio Pettigrew (1967-2010), Amerikaans atleet
- Madison Pettis (1998), Amerikaans actrice
- Lori Petty (1963), Amerikaans actrice, filmregisseuse, filmproducente en scenarioschrijfster
- Tom Petty (1950-2017), Amerikaans zanger en gitarist
- Maria Petyt (1623-1677), Vlaams mystica
- Philipp Petzschner (1984), Duits tennisser

## Peu
- Jan Peumans (1951), Belgisch politicus
- Julien Peurquaet (1885-1947), Belgisch syndicalist en politicus
- Kees van Peursen (1920-1996), Nederlands filosoof en theoloog
- Jean-Paul Peuskens (1964), Belgisch politicus
- Vic Peuskens (1940-2022), Belgisch politicus
- Konrad Peutinger (1465-1547), Duits humanist en diplomaat
- Frits Peutz (1896-1974), Nederlands architect

## Pew
- John Pew (1956), Amerikaans autocoureur

## Pey
- Peyo (1928-1992), Belgisch striptekenaar
- Ankie Peypers (1928-2008), Nederlands dichteres, schrijfster, journaliste en feminist
- Francine Peyskens (1948), Belgisch atlete

## Pez
- Manuel Robles Pezuela (1810-1862), Mexicaans politicus en militair
- Bruno Pezzey (1955-1994), Oostenrijks voetballer